# Frank Morris
Frank Lee Morris (Washington D. C., 1 de septiembre de 1926) fue un criminal estadounidense, conocido por su desaparición al fugarse de la Prisión de Alcatraz, el 11 de junio de 1962, junto con los hermanos Clarence y John Anglin, quienes también desaparecieron. Hasta la fecha, no hay pruebas concluyentes sobre si Morris logró escapar de la isla o si murió en el intento. El FBI dedujo que Morris y los demás, habrían muerto ahogados en su intento de fuga.

## Primeros años
Frank Lee Morris nació en Washington D. C., quedando huérfano a los 11 años y pasando el resto de su infancia en hogares de acogida, cometiendo crímenes y siendo detenido por muchas imputaciones, como posesión de narcóticos y atraco a mano armada. Al cumplir la mayoría de edad, empezó a ser trasladado a distintas cárceles.  
Según estudios revelados, Morris poseía una inteligencia superior al resto, con un cociente intelectual (CI) de 133 según la serie televisiva Mythbusters, emitida por Discovery Channel. Decíase que Morris estaba en el 2% más alto.

## Alcatraz
El 18 de enero de 1960, Morris fue enviado a la Prisión de Alcatraz, convirtiéndose en su prisionero N.º 1441. Presumiblemente, Morris empezó a planear su fuga en cuanto llegó a Alcatraz. Tras observar la rejilla que servía de ventilación para las celdas, comprobó que tanto ésta, como la pared donde se encontraba empotrada no eran muy sólidas. Advirtió enseguida que arrancando el cemento de alrededor podría quitarla, y agrandar el agujero lo suficiente como para poder pasar a través de él y llegar al pasillo de mantenimiento, situado detrás y paralelamente a las celdas. Para lograr su propósito, fue ayudado por otros tres prisioneros y amigos: John Anglin, su hermano Clarence Anglin y Allen West. Desde mayo de 1962, estuvieron llevando a cabo todo lo necesario para la fuga. Cada uno de ellos, mediante utensilios como cortauñas y demás útiles comunes modificados para erosionar el cemento, consiguieron extraer la rejilla y agrandar el agujero del respiradero para salir por él. Se las ingeniaron para confeccionar salvavidas, una balsa a partir de trozos de impermeables pegados y un conjunto de cabezas, réplicas de las suyas propias, elaboradas con yeso y pelo humano procedente de la barbería de la prisión, con las que confundirían a los guardias nocturnos colocándolas adecuadamente en las camas mientras exploraban las galerías en búsqueda de una ruta de escape que recorrerían el día de la fuga.

### La fuga

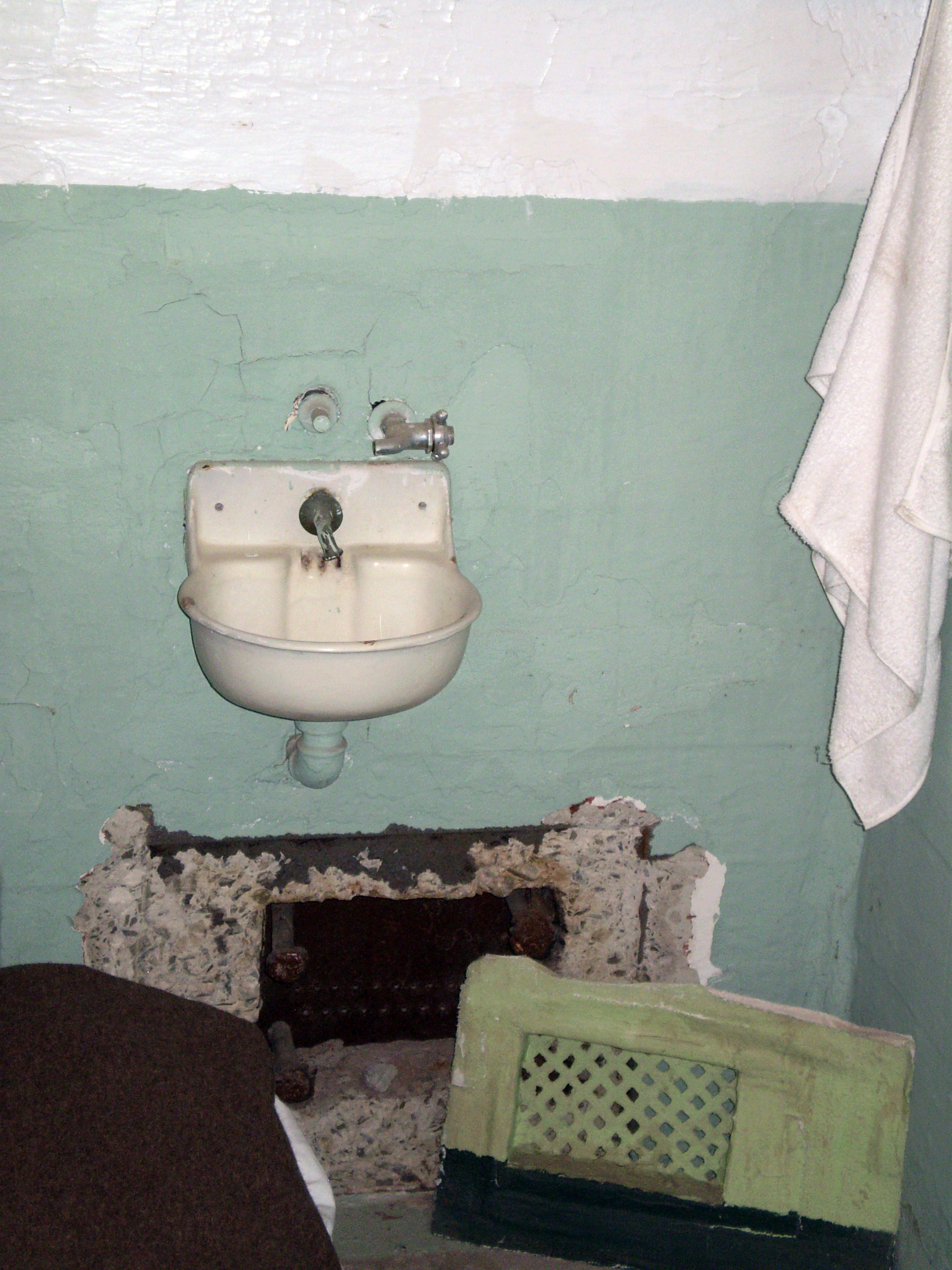
Ventilación de las celdas

La noche del 11 de junio de 1962, ejecutaron su plan; los cuatro presos dispusieron reunirse en el pasillo de mantenimiento de la cárcel. La fuga debía ser conjunta, en un grupo de al menos dos personas, ya que había algunos obstáculos que para superarlos era imprescindible la colaboración de un segundo miembro. Sin embargo, al llegar la hora de la fuga, Allen West, impedido por la rejilla a la que se cree no supo atravesar, o paralizado por el miedo, llegó tarde hacia el punto de encuentro, y viendo que sus compañeros ya se habían marchado, se vio obligado a retornar hacia su celda y los demás le dejaron atrás.
Tras salir al pasillo de mantenimiento, los fugados accedieron al tejado de la prisión a través de una salida de ventilación. Una vez en el exterior, anduvieron a hurtadillas por el tejado hasta llegar a uno de sus extremos, descendieron por las cañerías bajantes de la fachada y llegaron al suelo. Seguidamente, tuvieron que saltar por encima de varias cercas metálicas muy altas, para, al fin, conseguir salir del recinto y llegar a la orilla del mar. Una vez allí inflaron la balsa con un acordeón y un sistema de válvula, para huir a flote hasta la Isla Ángel.
Al sonar la alarma acudieron todos los policías en la bahía de San Francisco, pensando que irían hasta allí. A la mañana siguiente las fuerzas de seguridad investigaron los hechos, con la colaboración obligada de Allen West, que finalmente no consiguió huir. Se hallaron los muñecos y los respiraderos saboteados. El FBI llevó a cabo una de las más grandes búsquedas de su historia por los alrededores de la prisión, y en especial en la bahía de San Francisco. En la cercana Isla Ángel fue hallado una especie de bolso hecho de impermeable, que contenía objetos personales de los hermanos Anglin. Aunque todos pensaban que habían ido dirección a San Francisco, se cree que se dirigieron a esta isla, ya que las corrientes marinas llevaban hacia ella. Las autoridades concluyeron que los reclusos murieron ahogados, aunque sus cuerpos nunca fueron hallados. La prisión de Alcatraz fue cerrada un año después.

## Cultura popular
- Clint Eastwood interpretó a Frank Morris en la película de 1979, titulada La fuga de Alcatraz.
- Eugene Cordero interpretó a Frank Morris en la serie de televisión Loki.